# Artur Detko
Artur Detko (Radomsko, 18 februari 1983) is een Pools voormalig wielrenner.

## Belangrijkste overwinningen
2006
Wincentego Witosa
2008
5e etappe Ronde van Mazovië (ploegentijdrit)
2009
1e etappe Ronde van Małopolska
Eindklassement Ronde van Małopolska
1e en 2e etappe Pomerania Tour
Eindklassement Pomerania Tour
2010
1e etappe Bałtyk-Karkonosze Tour
2011
6e etappe Bałtyk-Karkonosze Tour
2014
1e etappe Bałtyk-Karkonosze Tour

## Ploegen
- 2005 –  Knauf Team
- 2006 –  Knauf Team
- 2007 –  Dynatek
- 2008 –  DHL-Author
- 2009 –  DHL-Author
- 2010 –  Aktio Group Mostostal Puławy
- 2011 –  Bank BGŻ
- 2013 –  Las Vegas Power Energy Drink
- 2014 –  Mexller
- 2015 –  Domin Sport
- 2016 –  Dare 2B
- 2017 –  Domin Sport
- 2019 –  Team Hurom

Detko · Komar · Kostecki · Kurowski · Nowak · Oborski · Rębiewski · Sójka · Witecki · Wojciechowski · Zieliński